# Gesänge der Frühe
Gesänge der Frühe is een compositie van Heinz Holliger uit 1987.

## Geschiedenis
Holliger heeft altijd een belangstelling gehad voor de schrijver Friedrich Hölderlin; diverse werken zijn door de Zwitser aan die schrijver gekoppeld. In dit werk haalt Holliger daar dan ook Robert Schumann de componist bij. Hölderlin en Schumann waren op zoek naar een nieuwe definitie van Natuur en dat mondde uit in respectievelijk Gedicht der Frühling en Gesänge der Frühe opus 133 (het voorlaatste werk van Schumann). Een andere binding vormt de persoon Diotima. Diotima was Hölderlins muze en echtgenote Susette Gontard; Schumann droeg zijn laatste werk op aan Diotima, waarvan nooit is achterhaald wie hij bedoelde; die van Plato, Hölderlin of nog iemand anders. Ten slotte vertoonden Hölderlin en Schumann nog een overeenkomst; ze gingen beide ten onder aan krankzinnigheid.
De eerste uitvoering vond plaats op 4 maart 1988 in Keulen, plaats van handeling de Kölner Philharmonie, uitvoerenden waren het Keuls Omroepkoor, het Keuls Radiosymfonieorkest onder leiding van Matthias Bamert. De Nederland première volgde meer dan twintig jaar later op 16 januari 2010 in het Concertgebouw met het Radio Kamer Filharmonie en het Groot Omroepkoor onder leiding van de componist.

## Muziek
Het werk bestaat uit vier delen:
1. Der Frühling – Die Sonne kehrt zu neuen Freuden wieder
2. An – Elysium
3. An Diotima – Schönes Leben
4. Geh unter, schöne Sonne.

De muziek van Holliger zelf wordt gecombineerd met muziek van Schumann. Uiteraard zijn Gesänge, maar er zijn ook citaten van zijn Geestvariaties en Manfred. De tape bevat opnamen van teksten van Hölderlin, maar ook teksten van Bettina van Arnum (uit brieven aan Clara Schumann), medische verslagen van dokter Richarz en dokter Rapp (na obductie van Schumanns schedel). Uiteraard ontbreekt Schumann zelf ook niet. Het slot wordt gevormd door een tekst uit een brief van Schumann aan vriend Joseph Joachim: "Nun will Ich schliessen, es dunkelt schon".
De bovenstaande inleiding geeft duidelijk een indicatie dat deze compositie niet uitblinkt in vrolijk- of monterheid. De compositie begint met een verschijning van muziek uit het niets; het blijft qua klank allemaal bijzonder vaag en griezelig; tevens ontbeert het elk gevoel, behalve eenzaamheid. Vlak daarna zet het koor in, waarbij de stemmen zowel hemels als duivels klinken. Het is het gedicht Der Frühling uit 1758 uit Scardanelli. Vervolgens trekken de teksten voorbij, steeds begeleid door de schimmige, vage muziek. Er wordt bijvoorbeeld door de fluitisten flautando gespeeld, een zachte ruis - wel herkenbaar van het instrument- is het resultaat. Ook het gebruik van schuurpapier benadrukt de vaagheid. Af en toe zijn er accenten, zoals heftige slagen op de marimba, die in de naklank echter weer zacht (en glinsterend) zijn. Het slotcitaat wordt op zo’n manier vertolkt dat het onduidelijk is of Schumann het eind van een dag of het eind van het leven bedoelde.

## Orkestratie
- gemengd koor
- 4 dwarsfluitisten waarvan ook twee piccolo, een altdwarsfluit en een basfluit bespelen
- 2 hoboïsten die ook oboe d'amore bespelen; althoboïst;
- 4 klarinettisten, waarvan de 3e ook contrabasklarinet en de 4e ook basklarinet bespeelt
- 3 fagottisten, waarvan de 3e ook contrafagot bespeelt;
- 4 hoornisten, 3 trompettisten, 3 trombonisten en tubaïst
- 7 man/vrouw percussie voor triangel, crotales, een grote gong, 3 bekkens (hoog, middel, laag), 3 tamtams (hoog, middel, laag), tomtoms, bongos, congas, grote trom, Japanse tempelblokken, plaatklokken, buisklokken. 2 paar sanding blocks (schuurblokken), 2 roeden, glockenspiel, marimba;
- 1 harp, 1 piano
- 14 eerste violen, 12 tweede violen, 10 altviolen, 8 celli, 7 contrabassen
- toonband (38 cm stereo), die door Holliger met Thomas Kessler gemaakt is in de studio van de Muziekacademie in Bazel en aldaar te huur is. Deze toonband is ingesproken / ingespeeld door Bruno Ganz (Schumann), Serena Wey (Bettina), Michael Maassen (doktoren) en Holliger (de gedempte piano uit Hölderlins kamer).
- ¹afwijkende notatie ivm hoeveelheid type instrumenten.

## Discografie
- Uitgave ECM Records new series 2055: SWR Vokalenensemble Stuttgart, SWR Symfonieorkest Stuttgart onder leiding van Holliger; opname gecombineerd met Romanzen, een werk voor cello en piano opus 22 (1853) van Clara Schumann en Romancendres (2003) van Holliger voor dezelfde bezetting.

## Bronnen

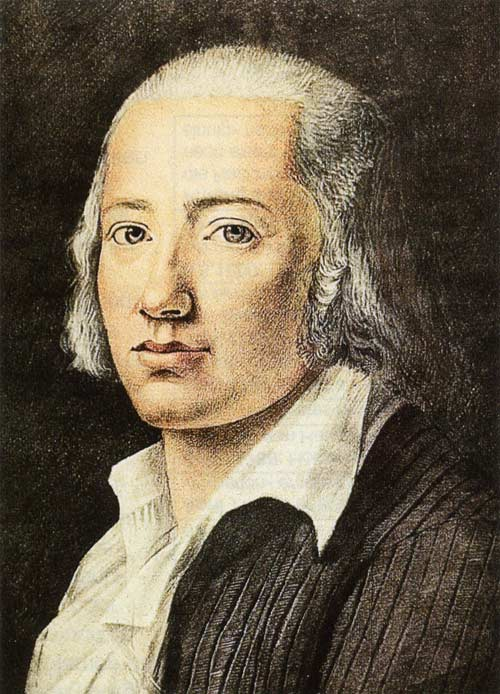
Hölderlin

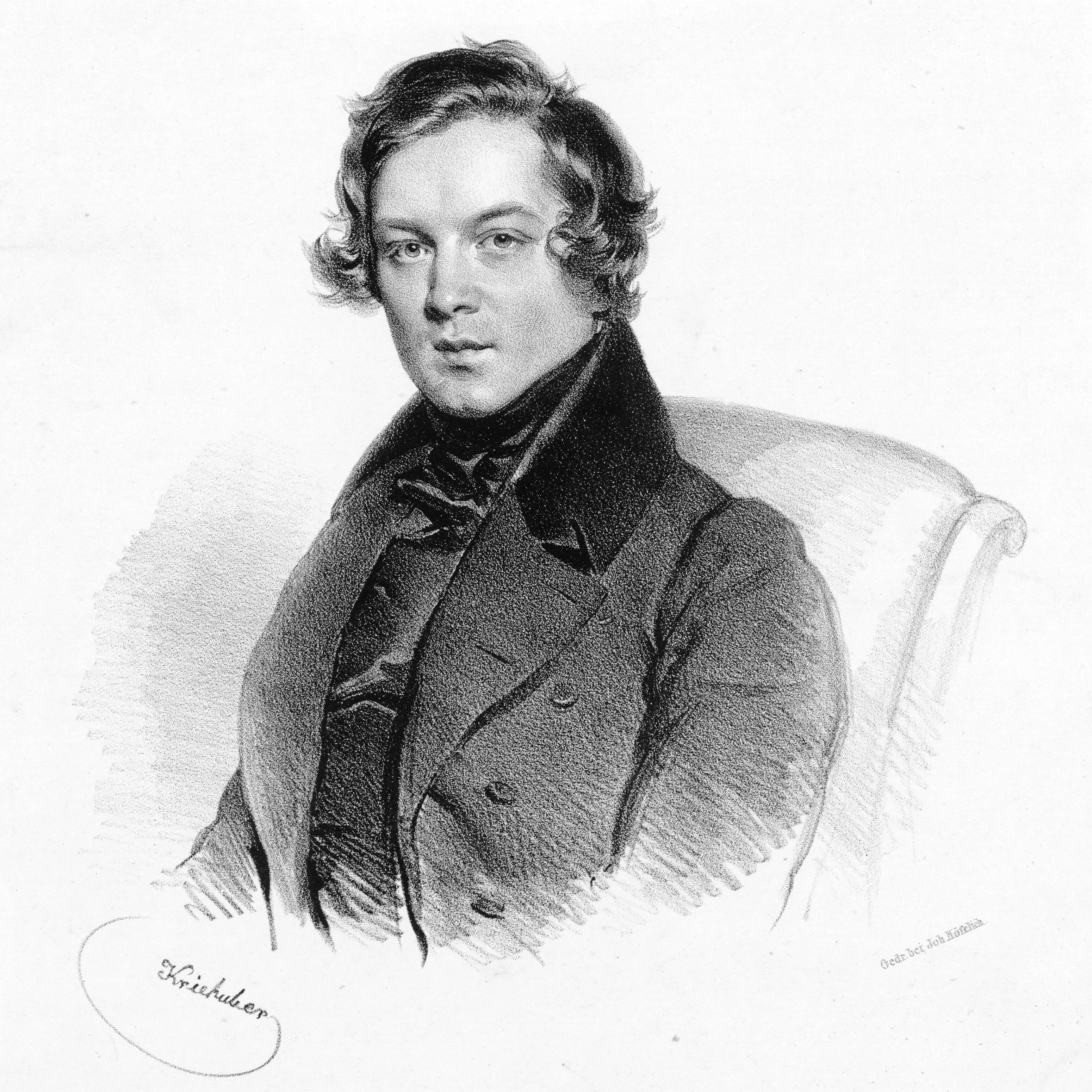
Schumann